# ウィリアム・B・フランクリン
ウィリアム・ビュエル・フランクリン（英: William B. Franklin、1823年2月27日-1903年3月8日）は、アメリカ陸軍の職業軍人であり、南北戦争では北軍の将軍だった。ポトマック軍の軍団長の位まで昇り、東部戦線の初期に幾つかの著名な戦闘に参戦した。

## 初期の経歴
ウィリアム・B・フランクリンはペンシルベニア州ヨーク市で生まれた。父のウォルター・S・フランクリンはアメリカ合衆国下院の事務官だった。曽祖父の1人、サミュエル・ローズはペンシルベニアを代表して第一次大陸会議の代議員となった。
後のアメリカ合衆国大統領、当時はアメリカ合衆国上院議員だったジェームズ・ブキャナンが、1839年にフランクリンを陸軍士官学校入学者として指名した。フランクリンは1843年に同期の1番の成績で卒業し、地形学工兵隊に加わった後に2年間ロッキー山脈にその地域の測量のために派遣された。続いてワシントンD.C.で管理事務の任務に就いた。米墨戦争の時はフィリップ・カーニーの下で仕え、ブエナ・ビスタの戦いでの功績で中尉に名誉昇進した。
メキシコから戻ると、ウェストポイント（陸軍士官学校）で3年間教授を務め、ニューハンプシャー州やメイン州の大西洋岸で幾つかの灯台建設の監督を務めた。1852年にワシントンD.C.生まれのアンナ・L・クラークと結婚した。夫妻には子供が生まれなかった。1857年3月、灯台局の監督官に指名され国中の建設計画を監督した。
1859年11月、モンゴメリー・C・メグズに代わって、アメリカ合衆国議会議事堂ドームの建設を監督する技師となった。1861年3月、南北戦争勃発の直前にワシントンで新しい財務省ビルの監督建築家に指名された。

## 南北戦争
南北戦争が始まると間もなく、フランクリンは第12アメリカ歩兵連隊の大佐に指名されたが、3日後の1861年5月17日には志願兵の准将に昇進した。ポトマック軍では急速に旅団長から軍団長まで昇格し、半島方面作戦、アンティータムの戦いおよびフレデリックスバーグの戦いに参戦した。1862年7月4日には少将に昇進した。アンティータムではその第6軍団が予備隊となり、エドウィン・サムナー少将に南軍の弱っている中央陣地に付けこませてくれと説得したが無駄だった。フレデリックスバーグでは、「左翼大師団」（ジョン・F・レイノルズ少将とウィリアム・ファーラー・スミス少将の2個軍団を合わせたもの）を指揮したが、南軍ストーンウォール・ジャクソン中将の指揮する右翼に対する襲撃が失敗した。ポトマック軍指揮官アンブローズ・バーンサイド少将はその失敗でフランクリンを個人的に非難したが、フランクリンはバーンサイドの命令を正確に実行したように思われる。
フレデリックスバーグと悪名高い「泥の行進」の後で北軍を政治的な企みが横行し、フランクリンはバーンサイドの指導力に対して「陰謀」の主要扇動者とされた。バーンサイドはその仕返しにフランクリンに対してかなりの政治的難しさを与え、強力なアメリカ合衆国議会合同戦争遂行委員会で傷つける証言を行い、何ヶ月も戦場任務から離れさせる結果になった。1863年のゲティスバーグ方面作戦の間、フランクリンはペンシルベニア州ヨークの家に帰っており、その地域の防衛と予測される敵の攻撃に関して作戦を立てることでグランビル・ハラー少将を援けた。
フランクリンはメキシコ湾方面軍の軍団長に転任となり、1864年の不運だったレッド川方面作戦に第19軍団を率いて参戦した。ルイジアナ州のマンスフィールドの戦いでは足を負傷した。その負傷で戦場から退いてくる途中の1864年7月、ワシントンD.C.近くの列車の中で南軍のゲリラ、ハリー・ギルモア少佐に捕まったが、翌日逃げ出した。フランクリンの軍歴の残りは傷による障害で制限され、一連の政治的また指揮の不運で損なわれた。ウェストポイントでの同級で、友人かつ後の大統領となったユリシーズ・グラントの支援があったとしても、もはや上級指揮官を務めることはできなかった。

## 戦後
南北戦争が終わると、フランクリンはコネチカット州ハートフォード市に転居し、1888年までコルト武器製造会社の総支配人になり、また幾つかの製造業の取締役になった。コネチカット州会議事堂建設を監督し、様々な部局に務めてその土木技術の経験がハートフォードの公共水道を拡張するのに活かされることになった。
1872年、民主党のペンシルベニア州とニュージャージー州の派閥から、アメリカ合衆国大統領候補の党指名についてホレス・グリーリーに対抗して出馬するよう要請があったが、党の統一の必要性を言って辞退した。ハートフォード地域の保険会社の副社長となり、1876年民主党大会では代議員となった。1888年6月、コルトから退任した後に、1889年パリ万国博覧会のアメリカ総支配人に指名された。
ウィリアム・フランクリンはハートフォードで死に、生まれ故郷ペンシルベニア州ヨーク市のプロスペクトヒル墓地に埋葬されている。ヨーク郡歴史センターが南北戦争時のフランクリンの多くの文書や個人私物を保管している。